# Morgonbad

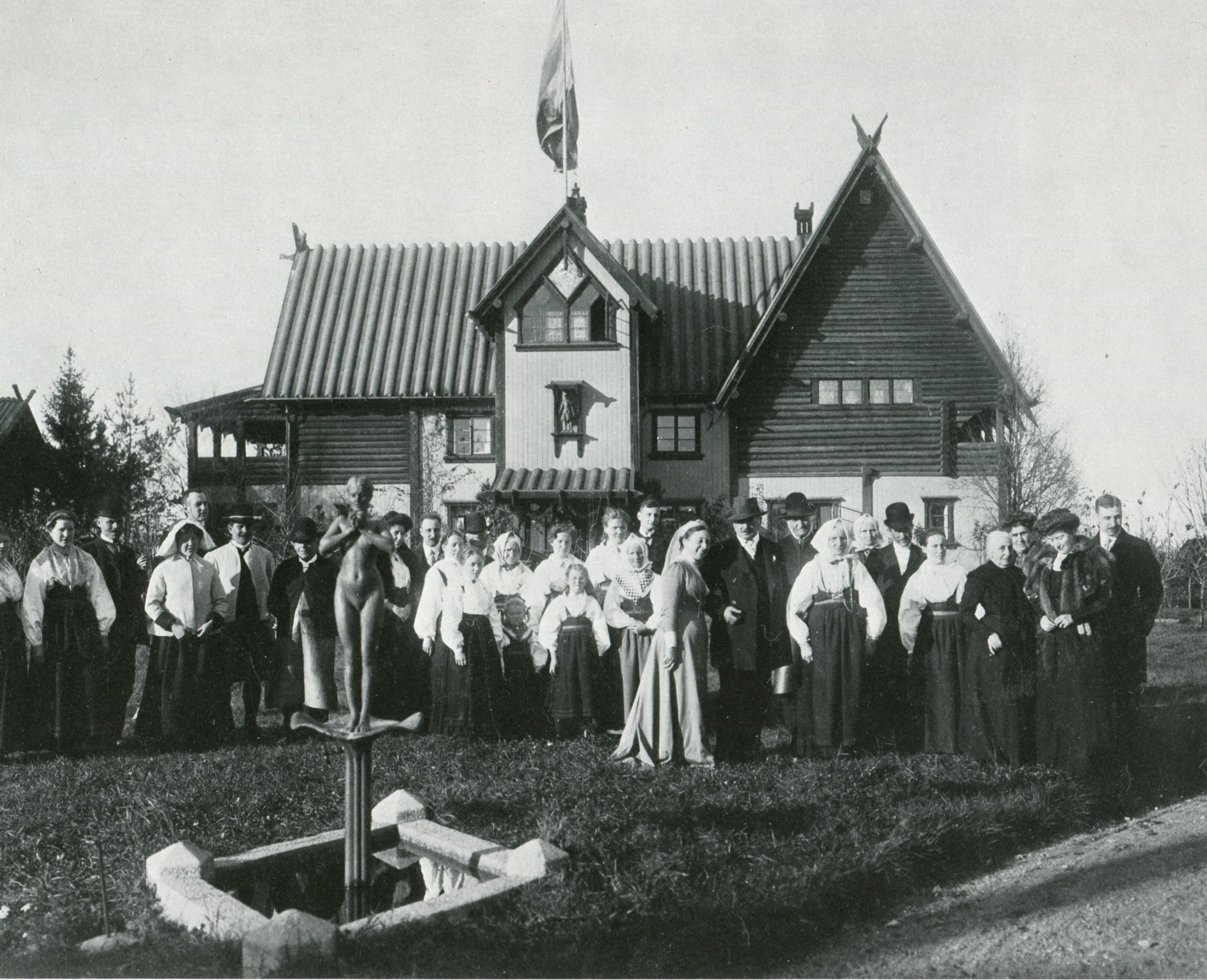
"Morgonbad" framför Zorngården 1910.

Morgonbad är en fontänskulptur av Anders Zorn. Den skapades 1908-1909 och finns förutom i Zorngårdens trädgård bland annat i Rosenbadsparken i Stockholm. Morgonbad var ett av Zorns sista skulpturarbeten.

## Historik

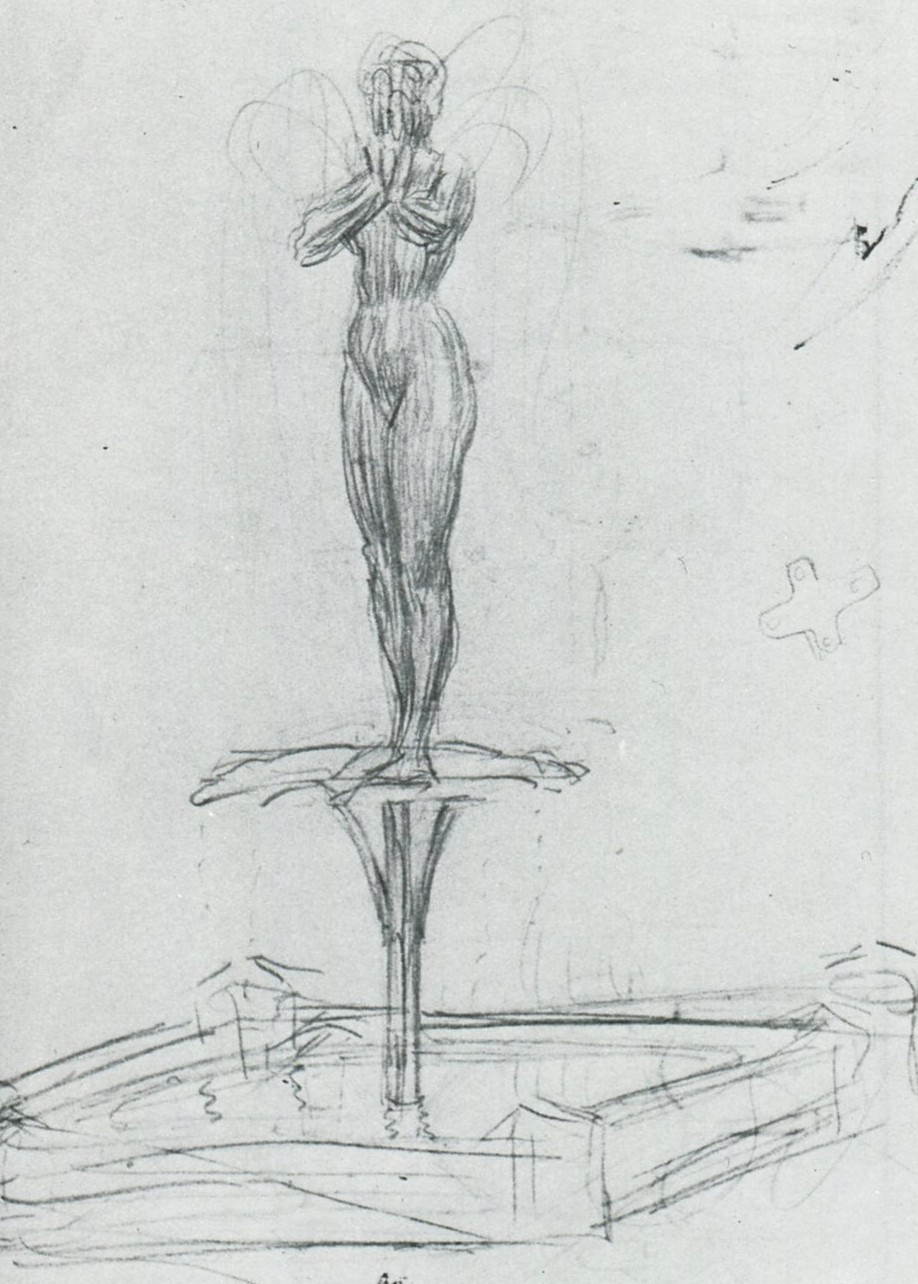
Zorns blyertsskiss till "Morgonbad", 1908.

Zorn berättade själv om tillkomsten av fontänskulpturen i boken Skulptören Anders Zorn: "Det var 1908 som min hustru hade bett mig få göra en cementbrunn att vattna ifrån. Så rann det mig i sinnet varför ej göra en av porfyr […] Det kunde bli vackert och varför inte göra en fontän samtidigt. Vatten hade vi och bra tryck och vad vore lämpligare än en flicka med svamp som hon pressade på det silade mellan fingrarna […] Samma dag griper jag mig an uppgiften. Modellerna var tre systrar Mjöberg, vad som fattades den ena fanns hos den andra…"
Den ursprungliga titeln på skulpturen var Svampen men den döptes senare om till Morgonbad. Zorns unga kvinna i morgonbadet är en meter hög och tillverkad i brons. Hon pressar händerna kring en svamp och står i ett av en pelare upphöjd näckrosblad, även det i brons. Vattnet sprutar i små fontäner från svampen, rinner över kvinnans nakna kropp ner i näckrosbladet och därifrån till fontänbassängen. Morgonbad har samma konstnärliga uttryck som Zorn använt för sina badande kvinnor i många av sina målningar.
Morgonbad göts ursprungligen i tre exemplar på Otto Meyers konstgjuteri i Stockholm. Ett exemplar visades vid konstutställningen i Venedig och ett installerades i juni 1909 i Zorngårdens trädgård i Mora. Den tredje utställdes på Konstindustriutställningen 1909 i Stockholm. Året därpå uppsattes detta exemplar i Rosenbadsparken i Stockholm. Ytterligare en upplaga göts 1920 för Botaniska trädgården i Västerås. En variant av Morgonbad är Fontänfigur i brons från 1911 som blev Zorns sista skulptur.

## Bilder

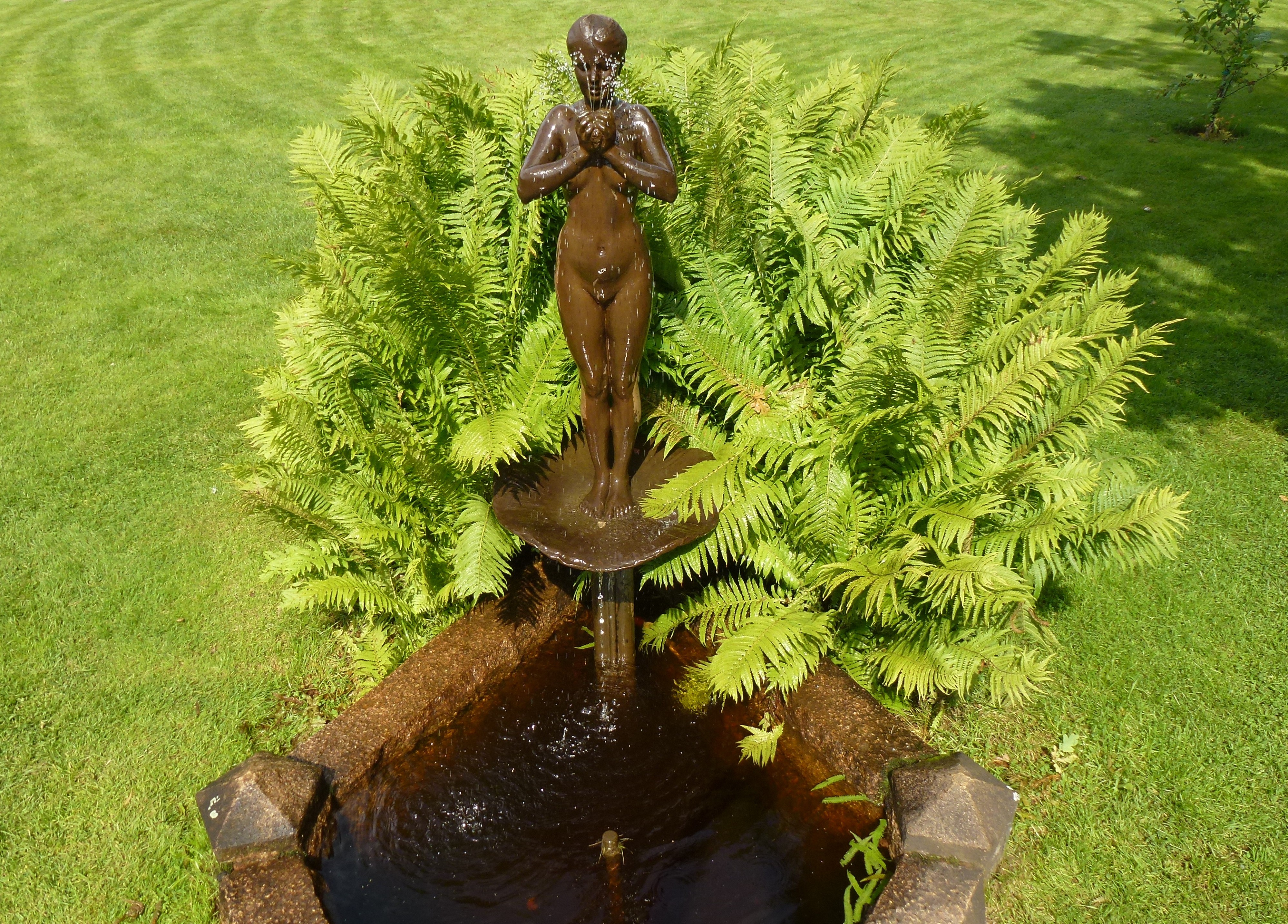
"Morgonbad" i Zorngårdens park, Mora, 2012.
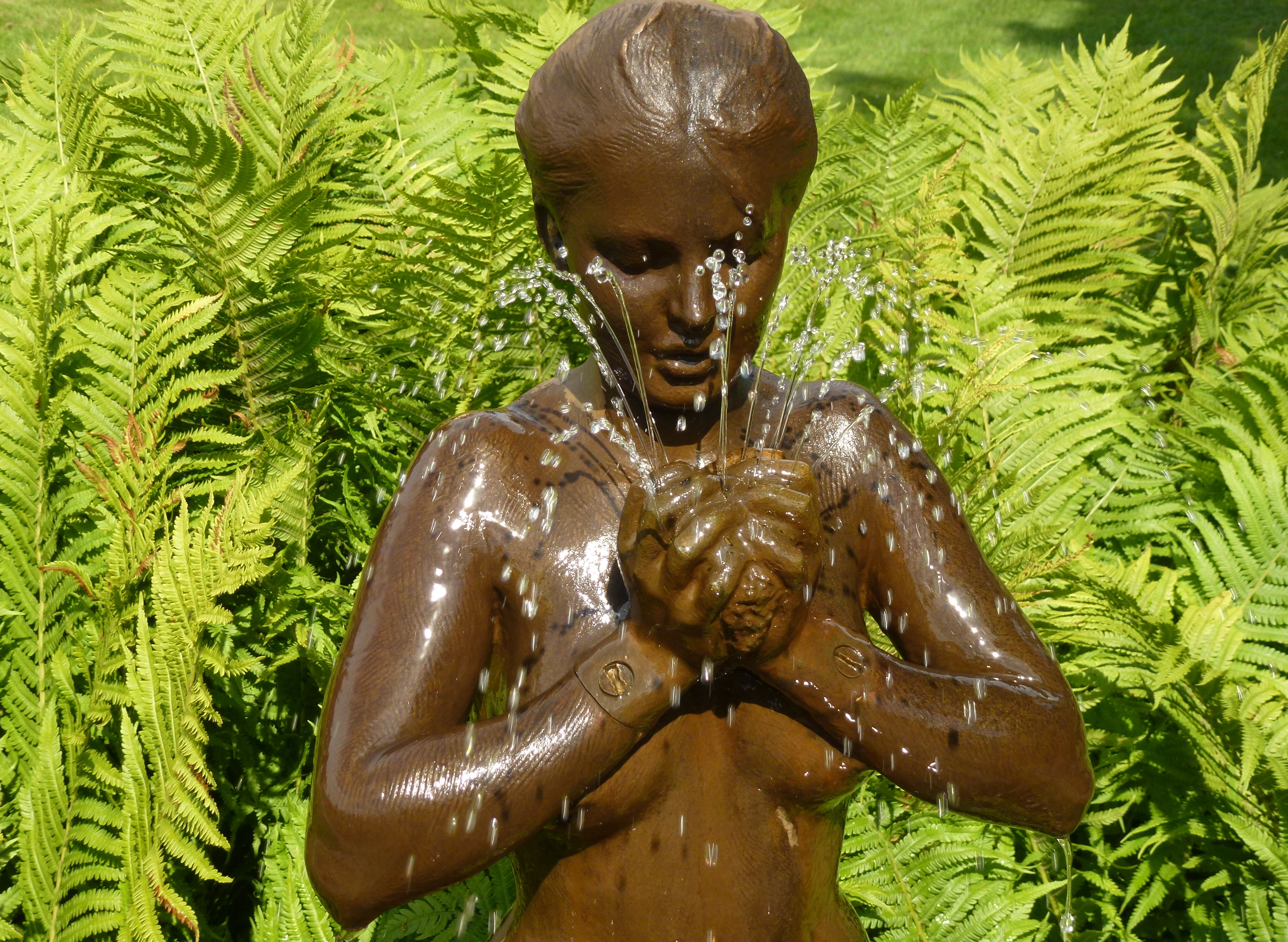
"Morgonbad" i Zorngårdens park, detalj
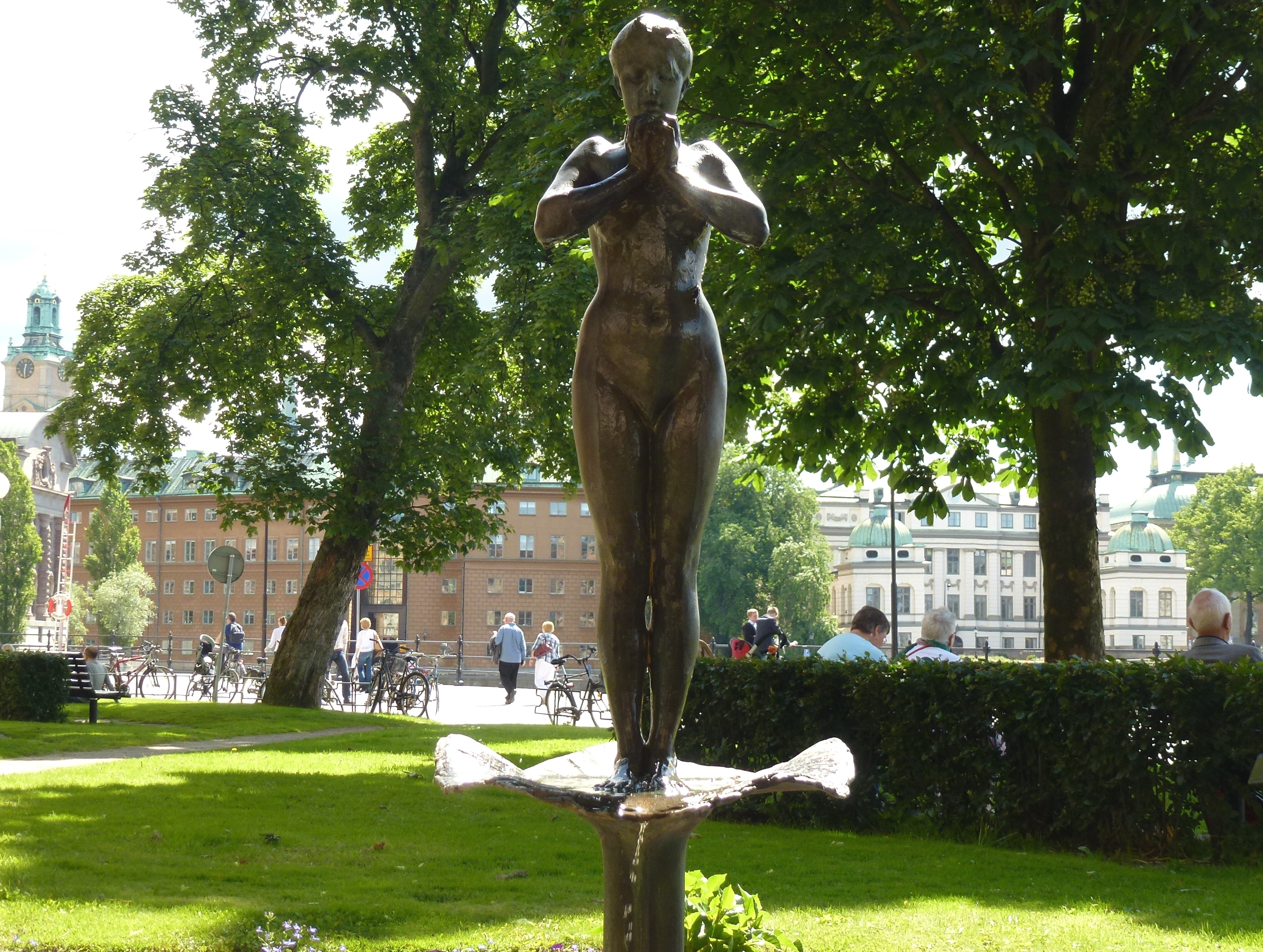
"Morgonbad" i Rosenbadsparken, Stockholm, 2012.